# Masters of Science Fiction
Masters of Science Fiction és una sèrie d'antologia de televisió d'alguns dels productors de Masters of Horror. El programa va debutar a ABC el 4 d'agost de 2007, a les 22:00 per una sèrie de quatre episodis. Originalment estava programat per executar-se en sis parts, però es van eliminar dos episodis de la programació per motius no revelats. Els sis episodis es poden reproduir gratuïtament a Tubi i The Roku Channel, i es poden comprar per veure'ls a Amazon Prime Video i Vudu.
El programa segueix un format similar al de Masters of Horror, amb cada episodi d'una hora de durada que pren la forma d'un curtmetratge adaptació d'una història per part d'un membre respectat de la comunitat de la ciència-ficció, d'aquí el Masters al títol.
El desembre de 2007, el programa va ser recollit per Space al Canadà. Va seguir l'estrena estatunidenca dels dos episodis que falten. Un DVD de la Regió 1 dels sis episodis es va publicar el 5 d'agost de 2008. El 12 de febrer de 2012, el Science Channel va començar a emetre els episodis, sota el títol Stephen Hawking's Sci- Fi Masters, començant amb la primera emissió domèstica de l'episodi "Watchbird".
L'espectacle era organitzat fora de la pantalla pel físic Stephen Hawking.

## Episodis
| Núm. | Títol             | Direcció        | Guió                                                                 | Data d'emissió original                                  |
| --- | ----------------- | --------------- | -------------------------------------------------------------------- | -------------------------------------------------------- |
| 1 | «A Clean Escape»  | Mark Rydell     | Història de : John Kessel Guió de : Sam Egan                         | 4 d'agost de 2007 (USA) 11 de novembre de 2007 (Canada)  |
| En un futur post-apocalíptic, un psiquiatre intenta ajudar un pacient a recuperar la memòria. Apareixen: Sam Waterston com a Havelman, Judy Davis com a Dr. Deanna Evans, Allison Hossack com a Kelly Prosky, Tom Butler com a Warren Geslow, Robert Moloney com a Pierce, Terence Kelly com a Goldstone, Garry Chalk com a general, Peter Bryant com a Dr. Gavin, McKye Kelly com a Claire, Peter Hall com a Nick, Burkely Duffield com a Will, Camyar Chai com a Mansur, Malaya Cooks com a tècnic |                   |                 |                                                                      |                                                          |
| 2 | «The Awakening»   | Michael Petroni | Història de : Howard Fast Guió de : Michael Petroni                  | 11 d'agost de 2007 (USA) 25 de novembre de 2007 (Canadà) |
| En aquesta adaptació de "The General Zapped an Angel", un militar surt de la seva jubilació quan un extraterrestre arriba a la Terra suposadament en pau. Apareixen: Terry O'Quinn com a major Albert Skynner, Elisabeth Röhm com a tinent Granger, William B. Davis com a president, Julian D Christopher com el general MacKenzie, Malcolm Stewart com el coronel. Dingham, Doron Bell com a Kirby, Samir El Sharkawi com a iraquià, Dave Lantaigne com a oficial de l'exèrcit, Adrian Glynn McMorran com a metge, Dean Marshall com a ajudant del general, Hiro Kanagawa com a capità Oguchi, Johannah Newmarch com a assistent, Mitra Lohrasb com a dona palestina, Andre Fex com a líder francès, Deni DeLory com a intèrpret, Veena Sood com a Dr. Kashani, Parm Soor com a líder pakistanès, Scott Miller com a tècnic, Eddy Ko com a líder xinès, Igor Ingelsman com a líder rus, Laura Soltis com a dona de Skynner, Ben Cotton com a criatura |                   |                 |                                                                      |                                                          |
| 3 | «Jerry Was a Man» | Michael Tolkin  | Història de : Robert A. Heinlein Guió de : Michael Tolkin            | 18 d'agost de 2007 (USA) 18 de novembre de 2007 (Canada) |
| Una parella adinerada entra en possessió d'un antropoide anomenat Jerry. Apareixen: Malcolm McDowell com a Tibor Cargrew, Anne Heche com a Martha Von Vogel, Russell Porter com a Bronson, Jason Diablo com a Jerry, Bill Dow com a McCoy, Sonja Bennett com a jutge Pomfrey, Val Cole com a presentadora de notícies, Osmond L. Bramble com a agutzil, Matty Finochio com a jutge número 2, David Neale com a Pyramus, Jeanie Cloutier com a jutge número 3 |                   |                 |                                                                      |                                                          |
| 4 | «The Discarded»   | Jonathan Frakes | Història de : Harlan Ellison Guió de : Harlan Ellison and Josh Olson | 25 d'agost de 2007 (USA) 16 de desembre de 2007 (Canada) |
| Un grup de mutants exiliats de la Terra es veuen obligats a fer un pacte amb aquells que els van enviar a la deriva a l'espai. Apareixen: Brian Dennehy com a Bedzyk, John Hurt com a Samswope, James Denton com a Barney Curran, Gina Chiarelli com a Annie, Lori Triolo com a Harmony Teet , Donny Lucas com a Steve, Vicky Lambert com a Frenchy, Alex Zahara com a Bucky, Leanne Adachi com a Sharon, Jason Diablo com a Smiler, Brian Dobson com a Veu de Samswope 2, Barbara Kottmeier com a germana, Harlan Ellison com a Nate, Ken Kramer com a Schmool, Gillian Barber com a Dr. Goldstein |                   |                 |                                                                      |                                                          |
| 5 | «Little Brother»  | Darnell Martin  | Walter Mosley                                                        | 2 de desembre de 2007 (Canadà)                           |
| En el futur, ens presentem a les sales sense jutges ni jurats humans, i la justícia automatitzada és la llei del país. Apareixen: Kimberly Elise com a Tilly Vee, Clifton Collins Jr. com a Frendon Blythe, Garwin Sanford com a jutge de la cort, Daryl Shuttleworth com a Otis Brill, Matthew Walker com a Augustus, Jorgito Vargas Jr. com a jove, Lorena Gale com a Mary - Mother, Shelley MacDonald com a Guàrdia Femenina, Nicole Muñoz com a Frightened Girl, Adrien Dorval com a oficial Bernard, Keith Dallas com a oficial Labey, Joanna Reid com a advocada defensora, Donna Yamamoto com a dona policia asiàtica, Louis Chirillo com a Interrupt Progarm 91, Alex Kliner com a jurat número 1 - Jessup, Doreen Ramus com a Jurat #2 - Renee, Carlos Joe Costa com a Jurat #3 - Kwame, Alexia Fast com a Jurat #4 - Ginnie, Ellen Ewusie com a Dona Negra - Jurat #5, Jim Shepard com a Home Blanc d'Edat Mitjana - Jurat # 6, Ray G. Thunderchild com a home nadiu americà - Jurat número 7, Greg Chan com a vell xinès - Jurat número 8, John Burnside com a jurat número 9, Jeni Le Gon com a jurat número 10, Nimet Kanji com a jurat número 11, Esme Lambert com a jurat número 12 |                   |                 |                                                                      |                                                          |
| 6 | «Watchbird»       | Harold Becker   | Història de : Robert Sheckley Guió de : Sam Egan                     | 9 de desembre de 2007 (Canada)                           |
| En un futur no gaire llunyà, els robots Watchbird, utilitzats anteriorment com a armes no tripulades per a l'exèrcit, s'assignen per ajudar les forces policials en un petit nombre de ciutats. Els Watchbird poden prevenir els assassinats abans que es produeixin. Tanmateix, aviat tothom descobreix la fràgil fórmula de la vida i la mort. Apareixen: James Cromwell com a Randolph Ludwin, Sean Astin com a Charlie Kramer, Vincent Gale com a Jack Valentine, Stacy Grant com a Sarah Moser, Christine Chatelain com a Marissa, Michael Kopsa com a Ratcliffe, Sally Kellerman com a The Watchbird (veu), Viv Leacock com a Willy, Dean Redman com a Bradley Tanner, David Abbott com a president, Ivan De Leon com a hispà Joventut núm. 1, Andreas Abbondanza com a Joventut hispà núm. 2, Ken Camroux-Taylor com a Summer, A.B Chater com a terrorista núm. 1, Mehdi Darvish com a terrorista núm. 2, Sean Owen Roberts com a Mugger, Alistair Abell com a líder de SWAT, Gerry. South com a Gunman, Vanesa Tomasino com a mestressa, Jill Krop com a presentadora de televisió, Link Baker com a tècnic, Mark Docherty com a locutor de televisió, Paul Herbert com a tècnic mèdic (sense acreditar), Javier Villarreal com a veus addicionals (sense acreditar). Banda sonora Céu - Rainha |                   |                 |                                                                      |                                                          |